# 法国水道局
法国水道局（法語：Voies navigables de France，發音：[vwa naviɡabl də fʁɑ̃s]，简称VNF）是法国的航运机构，负责管理法国大部分的航道网和相关设施，总部位于加来海峡省贝蒂讷，在法国各地设有地方办事处。法国水道局于1991年成立，取代了之前的国家水运局（Office National de la Navigation）。